# Großsteingräber bei Gosław
Die Großsteingräber bei Gosław (auch Großsteingräber bei Gützlaffshagen genannt) waren zwei megalithische Grabanlagen der jungsteinzeitlichen Trichterbecherkultur bei Gosław (deutsch Gützlaffshagen), einem Ortsteil von Trzebiatów (deutsch Treptow an der Rega) in der Woiwodschaft Westpommern in Polen. Sie wurden im 19. Jahrhundert zerstört. Die Gräber befanden sich nördlich des Orts. Die beiden Anlagen standen im rechten Winkel zueinander und besaßen parallelogrammförmige Hünenbetten mit einer Länge von je 150 Fuß (ca. 48 m) und einer Breite von 8 Fuß (ca. 2,5 m). Grabkammern werden nicht erwähnt.